# Баландин, Дмитрий Игоревич
Дмитрий Игоревич Баландин (род. 4 апреля 1995, Алма-Ата) — казахстанский пловец, олимпийский чемпион 2016 года на дистанции 200 метров брассом, трёхкратный чемпион Азиатских игр 2014 года, победитель Универсиады 2015 года. Рекордсмен Казахстана на дистанциях 50, 100 и 200 метров брассом, заслуженный мастер спорта Республики Казахстан (2016). Первый в истории представитель Казахстана по плаванию, выигравший олимпийское золото.

## Биография
Родился в 1995 году в Алма-Ате. Родители Дмитрия в молодости тоже занимались спортом: отец Игорь Юрьевич — волейболом, а мать Татьяна Петровна — конькобежным спортом. Спортивным плаванием Дмитрий начал заниматься в 2003 году в возрасте 8 лет в СДЮШОР № 4 у первого тренера Марины Гильмутдиновой. В 2008 году его приняли в школу-интернат для одарённых в спорте детей города Алматы, где тренировался до 2012 года у заслуженного тренера Казахской ССР Ивана Голохи. В 14 лет он выиграл свой первый приз — Кубок Александра Попова среди юниоров в Екатеринбурге (Россия) и выполнил норматив мастера спорта Республики Казахстан по плаванию. В 2011 году стал серебряным призёром VII чемпионата Азии среди возрастных групп в Джакарте (Индонезия).
С 2012 по 2016 год тренировался под руководством тренера Алексея Казакова. В 2014 году выиграл три «золота» Летних Азиатских Игр в Инчхоне (Корея), трижды обойдя японца Ясухиро Косэки. За этот триумф он получил звание мастера спорта международного класса Республики Казахстан, а Казаков — звание заслуженного тренера Республики Казахстан.
В 2015 года завоевал золотую медаль летней Универсиады 2015 года в Кванджу на дистанции 100 метров брассом и бронзовую на дистанции 50 метров брассом.
На Олимпийских играх 2016 года в Рио-де-Жанейро вышел в финал на дистанции 100 метров брассом и занял 8-е место. Затем последним отобрался в финал на дистанции 200 метров брассом (2:08,20) и плыл по крайней восьмой дорожке, однако сенсационно сумел опередить всех соперников с результатом 2:07.46, включая чемпиона и вице-чемпиона мира 2015 года на этой дистанции немца Марко Коха и американца Кевина Кордеса. Тем самым он принёс первую золотую олимпийскую медаль Казахстану в плавании.
За победу на Олимпиаде 2016 Дмитрий Баландин получил от президента Нурсултана Назарбаева орден «Барыс» 2 степени, от правительства Республики Казахстан — чемпионскую премию 250 000 долларов США, от акима Алматы Бауыржана Байбека — трёхкомнатную квартиру и внедорожник Toyota Land Cruiser 200, а министр внутренних дел Республики Казахстан Калмуханбет Касымов наградил его, как и всех олимпийцев-призёров, ведомственной медалью «За вклад в развитие международного сотрудничества».
В 2016 году окончил факультет биологии и биотехнологии КазНУ имени аль-Фараби (кафедра физического воспитания и спорта) по специальности «Физическая культура и спорт».
В декабре 2016 года был призван на год на срочную воинскую службу, которую проходил в спортроте в Астане.
В июле 2017 года на Открытом чемпионате Болгарии по плаванию в ходе подготовки к чемпионату мира по водным видам спорта Баландин выиграл два «золота» и «бронзу» — на дистанции 100, 200 (2:14.19) и 50 метров брассом соответственно. Но в конце июля на чемпионате мира по водным видам спорта в Будапеште (Венгрия) не смог выйти ни в один из трёх финалов, показав на своей коронной дистанции 200 м время 2:09.69 и заняв только 6 место в полуфинале.
В августе 2017 года на летней Универсиаде в городе Тайбэй (Тайвань) сумел выиграть две медали: бронзу на 100 метров брассом (1.00.17) и серебро на 200 (2.09.70).
В ходе подготовки казахстанских пловцов к летним Азиатским играм 2018 года в Джакарте (Индонезия) Баландин в начале апреля стал абсолютным чемпионом Открытого первенства Испании в Малаге. Он выиграл заплывы брассом на 50 м (27,80), 100 м (59.38) и 200 м (2.09.31 — рекорд Испании).
В августе 2018 года на Азиаде в Индонезии Баландин из-за очередной травмы не смог выступить на своей коронной дистанции 200 м брассом, но выиграл бронзовые медали на 50 и 100 м со временем 27.46 и 59.39 сек. соответственно, уступив на этот раз японцу Ясухиро Косэки все три золота. Кроме того, именно на Азиаде-2018 он впервые выиграл бронзовую командную медаль в комбинированной эстафете 4×100 метров.
В марте 2019 на международном турнире в Словении, который был квалификационным на июльский чемпионат мира-2019 в Кванджу (Республика Корея) и Олимпийские игры-2020 в Токио (Япония), выиграл все три дистанции брассом (50, 100 и 200 м) и четвёртое золото — в комбинированной эстафете 4×100 метров.
В апреле, как действующий олимпийский чемпион, получил специальное приглашение стать участником соревнований нового формата Champions Swim Series под эгидой Международной федерации водных видов спорта (FINA). На каждом из трёх этапов (Гуанчжоу, Будапешт, Индианаполис) нового турнира (27 апреля, 11 и 31 мая) на каждой дистанции состоится один заплыв лучших на данный момент пловцов. На первом этапе в Китае пловец занял 4 место (2:09.37), но заполучил лицензию на участие на ОИ-2020, превысив норматив А (2:10.35), и выиграл бронзу в смешанной эстафете. На втором этапе в Венгрии завоевал «бронзу» на своей дистанции 200 метров брассом с результатом 2:10.73, а в Штатах занял второе место на 200 м брассом (2:10.02).
С мая 2019 года Баландин с Адильбеком Мусиным и Адилем Каскабаем стали тренироваться в Калифорнии у тренера Дэйва Сало. В июле на чемпионате мира по водным видам спорта в Кванджу (Южная Корея) проплыл в полуфинале дистанцию 100 метров брассом за 59.03, что стало новым рекордом Казахстана, и завоевал вторую лицензию на Олимпийские игры-2020 в Токио, но в финале оказался седьмым. На своей коронной дистанции 200 м брассом показал в финале 2:08.25, но также занял лишь 7-е место.

## Признание

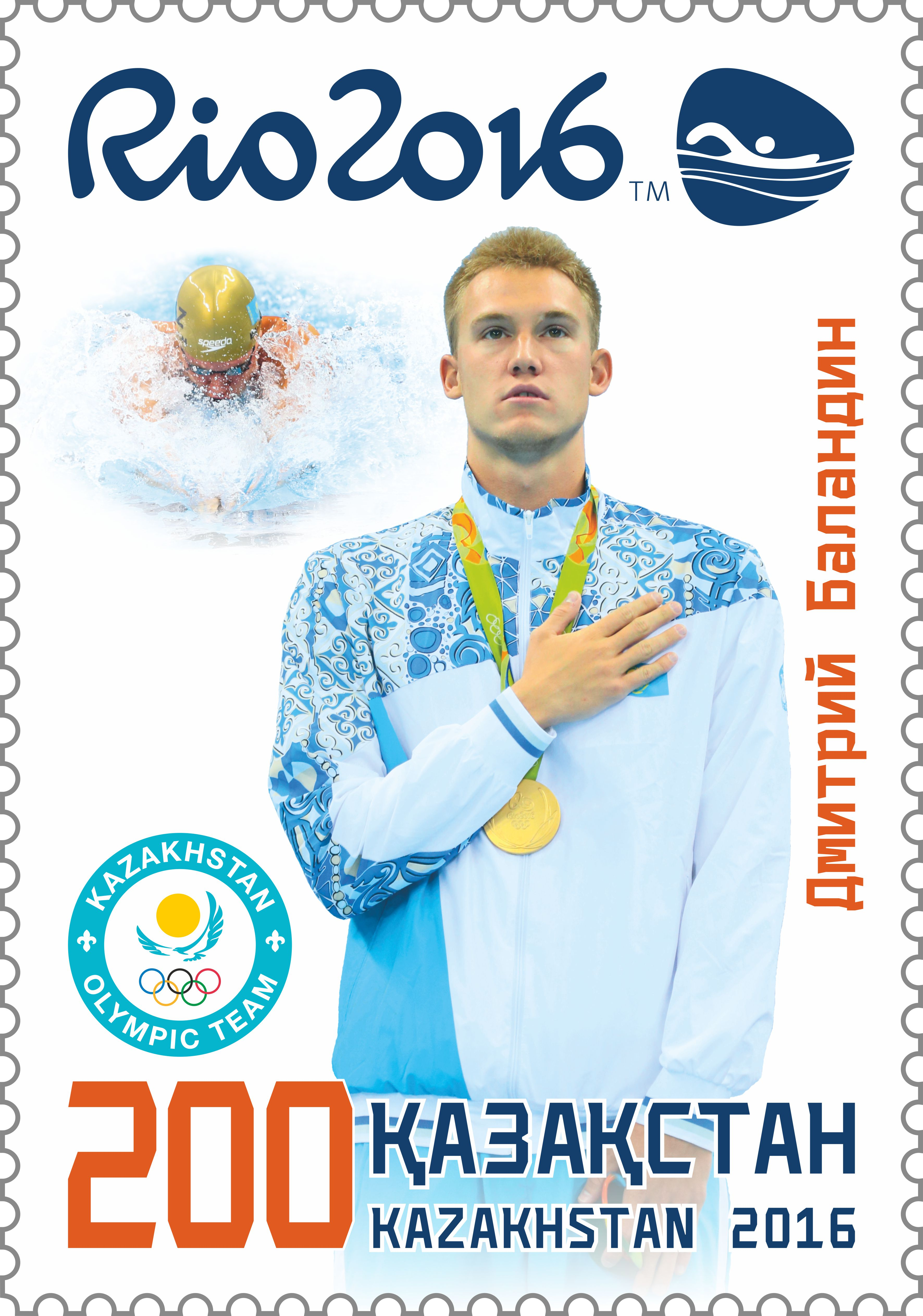
На почтовой марке Казахстана, 2016

В 2016 году в честь Дмитрия Баландина в Казахском национальном университете имени аль-Фараби в Алма-Ате был открыт и назван его именем новый бассейн.
На благотворительном аукционе «Charity tour de Burabay 2016» успешно ушли лоты олимпийских чемпионов Казахстана — футболка Дмитрия Баландина за 1,5 млн тенге и боксёрские перчатки Серика Сапиева за 2,0 млн тенге.
В том же году Баландин стал лауреатом государственной молодёжной премии Правительства РК «Дарын» в номинации «Спорт». «Это очень почётная премия, и мне приятно, что меня номинировали премией „Дарын“. Я этого не ожидал и для меня это вдвойне неожиданно», — сказал Дмитрий.
В январе 2017 года Дмитрий Баландин был признан Спортсменом года Казахстана в рамках премии «Народный любимец».
В январе 2018 года Баландин вошёл в число Топ-24 спортсменов Казахстана, которые были отобраны МОК для получения «Олимпийской стипендии» к Олимпиаде Токио-2020.